# Neobisium nonidezi
Neobisium nonidezi är en spindeldjursart som först beskrevs av Bolivar 1924.  Neobisium nonidezi ingår i släktet Neobisium och familjen helplåtklokrypare. Inga underarter finns listade i Catalogue of Life.